# Post-fašismus
Post-fašismus je označení pro politické strany a hnutí přecházející od fašistické politické ideologie k mírnějším formám nacionalismu, opouštějí totalitní rysy fašismu a účastní se ústavní politiky.

## V Itálii
Italské sociální hnutí (Movimento Sociale Italiano, MSI) byla neofašistická politická strana založená v Itálii v roce 1946 bývalými členy Národní fašistické strany a Republikánské fašistické strany. Navzdory tomu, že se jedná o výslovně fašistickou stranu, MSI zahrnovala postfašistickou frakci v čele s Arturo Michelinim a Alfredem Covellim, kteří upřednostňovali politickou spolupráci s umírněnými konzervativními stranami, jako je Křesťanská demokracie, Monarchistická národní strana a Italská liberální strana.
V roce 1977 se odštěpila umírněná frakce MSI vedená Covellim a založila Národní demokracii (Demokrazia Nazionale, DN), první skutečnou postfašistickou stranu v Itálii. Covelli se pokusil vytvořit alianci mezi DN a Křesťanskou demokracií, ale volební výsledky byly velmi špatné a DN byla nakonec v roce 1979 rozpuštěna.
MSI nakonec zavrhla fašismus na stranickém kongresu konaném ve Fiuggi v roce 1995, kde strana hlasovala pro rozpuštění a transformaci na Národní alianci (Alleanza Nazionale, AN), stranu, která byla označena několika vědci a novináři, včetně akademika Rogera Griffina jako „postfašistická“ strana. Menšinová frakce v MSI, vedená Pino Rautim, odmítla opustit fašismus a vytvořila novou stranu s názvem Sociální hnutí tříbarevného plamenu.
Krajně pravicová strana Bratři Itálie (Fratelli d'Italia, FdI), kterou v roce 2012 založilo několik bývalých členů AN, byla také označována za postfašistickou stranu. FdI však byla však také popsána jako strana neofašistická.